# Nova Drenčina
Nova Drenčina falu Horvátországban, Sziszek-Monoszló megyében. Közigazgatásilag Petrinyához tartozik.

## Fekvése
Sziszek városától légvonalban 5, közúton 14 km-re délnyugatra, községközpontjának északkeleti szomszédságában a Kulpa jobb partján fekszik.

## Története
Drenčina neve 1215-ben még birtokként bukkan fel először „praedium Drencina” alakban. Ezt követően a középkor folyamán még többször is említik, ezek az adatok azonban a Kulpa bal partján fekvő mai Stara Drenčinára vonatkoznak.
Nova Drenčina csak a 19. században keletkezett a Kulpa szemközti, jobb partján, Petrinya városától északkeletre . 1897-ben „Drencina nova” formában említik. A katonai határőrvidék része volt, majd ennek megszűnése után Zágráb vármegye Petrinyai járásának része lett. 1857-ben 87, 1910-ben 249 lakosa volt. A 20. század első éveiben a kilátástalan gazdasági helyzet miatt sokan vándoroltak ki a tengerentúlra. 1918-ban az új szerb-horvát-szlovén állam, majd később Jugoszlávia része lett. A második világháború idején a Független Horvát Állam része volt. A háború után a béke időszaka köszöntött a településre. Enyhült a szegénység és sok ember talált munkát a közeli városokban. A délszláv háború előestéjén lakosságának 73%-a horvát, 19%-a szerb nemzetiségű volt. A falu 1991. június 25-én a független Horvátország része lett. 1991. október 6-án a Petrinyából Sziszek irányába támadó szerb csapatok lerombolták a települést. A szerb támadásnak négy helybeli halálos áldozata volt. 2011-ben 404 lakosa volt.

## Népesség
| Lakosság változása | Lakosság változása | Lakosság változása | Lakosság változása | Lakosság változása | Lakosság változása | Lakosság változása | Lakosság változása | Lakosság változása | Lakosság változása | Lakosság változása | Lakosság változása | Lakosság változása | Lakosság változása | Lakosság változása | Lakosság változása |
| ------------------ | ------------------ | ------------------ | ------------------ | ------------------ | ------------------ | ------------------ | ------------------ | ------------------ | ------------------ | ------------------ | ------------------ | ------------------ | ------------------ | ------------------ | ------------------ |
| 1857               | 1869               | 1880               | 1890               | 1900               | 1910               | 1921               | 1931               | 1948               | 1953               | 1961               | 1971               | 1981               | 1991               | 2001               | 2011               |
| 87                 | 106                | 157                | 175                | 207                | 249                | 225                | 238                | 258                | 268                | 299                | 283                | 293                | 524                | 389                | 404                |

## Nevezetességei
A honvédő háború áldozatainak emlékműve.